# BenQ

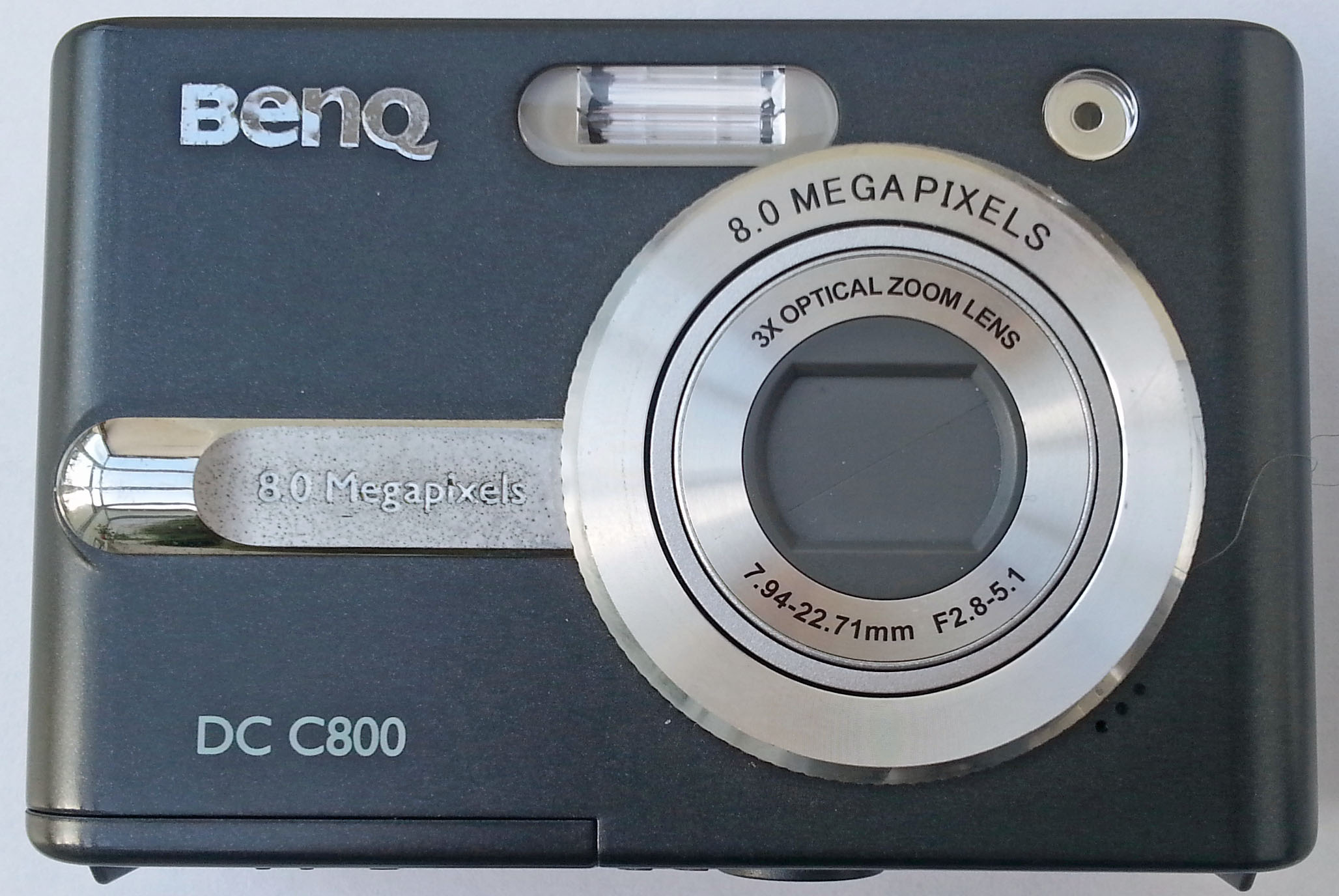
BenQ DC C800

BenQ Corporation (明基電通股份有限公司) (IPA: /ben kjuː/) è un'azienda multinazionale specializzata nella ricerca, nello sviluppo e nella produzione di tecnologie digitali dedicate all'utilizzo quotidiano, con particolare riferimento alle aree lifestyle, business, healthcare ed education. I suoi punti di forza sono il design di prodotto, la tecnologia di visualizzazione delle immagini, la tecnologia mobile.

## Sedi
Con sede principale a Taiwan è presente in tutto il mondo attraverso 5 sedi locali collocate nei mercati chiave: BenQ America Corp., BenQ China, BenQ Europe, BenQ Latin America Corp., BenQ Asia Pacific Corp.
Alle sedi locali fanno capo a loro volta le varie sedi nazionali, attraverso le quali i prodotti sono distribuiti in più di 100 Paesi. La sede italiana si trova a Milano.

## Prodotti

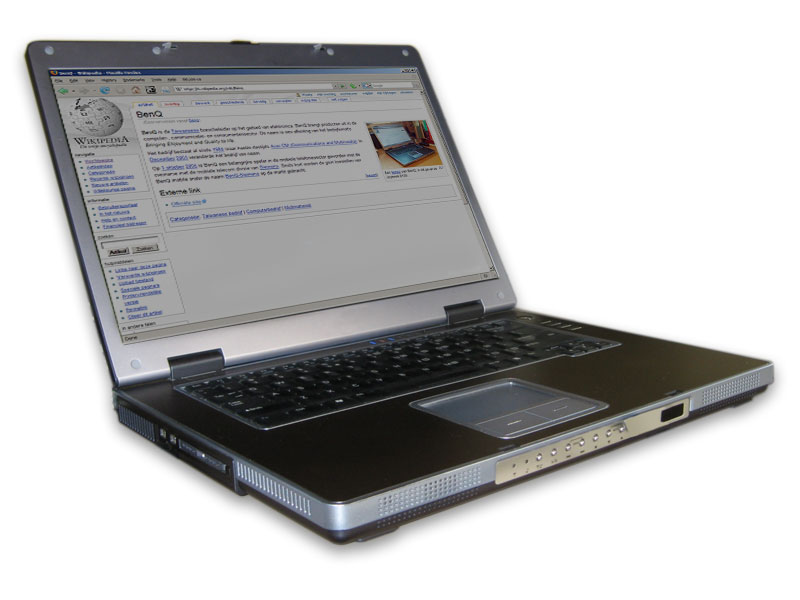
BenQ joybook R22 Sempron

BenQ Corporation produce una gamma molto articolata di prodotti: televisori LCD, fotocamere digitali, camcorder digitali, monitor LCD, monitor interattivi di grande formato, videoproiettori, PC portatili, netbook, PC all-in-one, masterizzatori, eBook reader, telefoni cellulari e dispositivi mobili, supporti per archiviazione e periferiche quali mouse e tastiere, prodotti per l'illuminazione.

## Il nome
Il nome BenQ è un acronimo che esprime la promessa del marchio: "Bringing Enjoyment and Quality to life" (Portare divertimento e qualità alla vita).

## Storia
La società fu fondata nel 1984, inizialmente conosciuta come Continental Systems Inc., dopo come Acer CM (Comunicazioni e Multimedia) e infine nel dicembre 2001 rinominata BenQ.

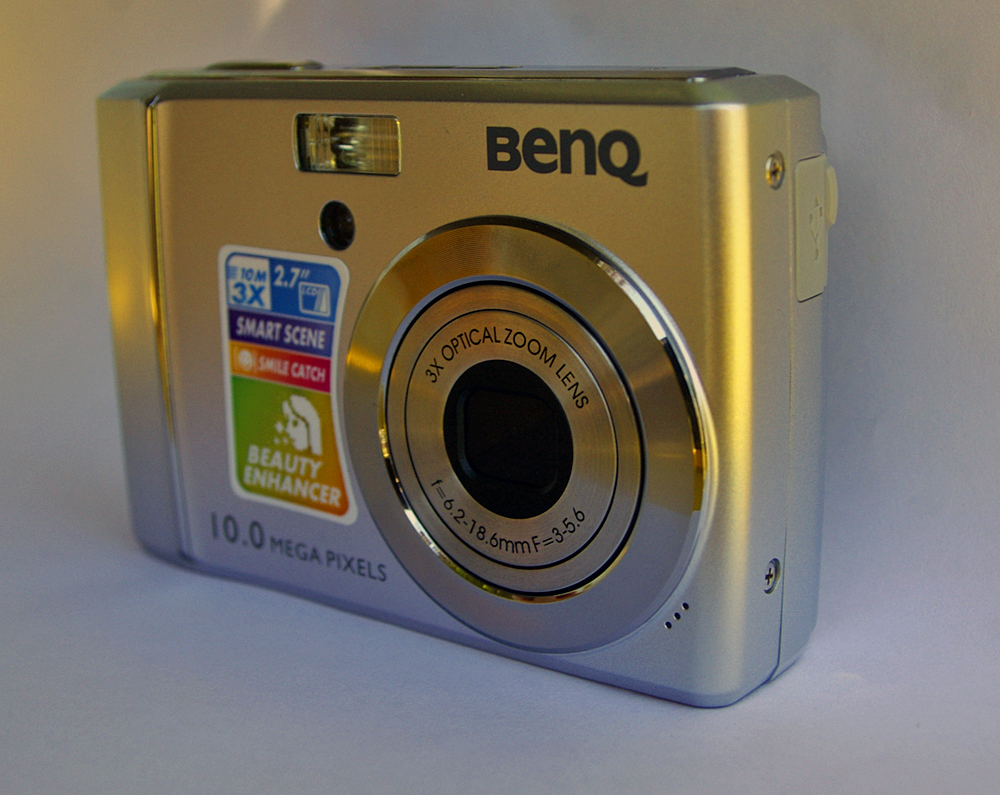
BenQ DC C1030 ECO

Nel 2002 il Business Week classifica BenQ al 13º posto nella lista delle prime 100 aziende IT del mondo e, nel 2005, la indica come l'azienda IT più performante.
Il 31 agosto 2005 acquista Siemens Mobile, divisione di apparecchi mobili della conglomerata tedesca Siemens AG, diventando, con la neonata BenQ Mobile, il 9º più grande produttore di telefoni cellulari al mondo, utilizzando i marchi BenQ, BenQ-Siemens e Siemens.
Il 29 settembre 2006, in seguito al suo mancato successo, la divisione BenQ Mobile entra in amministrazione controllata e viene dichiarata fallita il 24 febbraio 2007 per mancanza di investitori disposti a rilevare l'azienda. 
Nel settembre 2007 annuncia di aver scisso la società per separare la pura produzione dalla gestione del marchio.
Nell'ottobre 2010 ottiene dalla British Standards Institution la certificazione carbon footprint PAS 2050 per i monitor LCD, tv LCD e videoproiettori.
Nel 2013, il market share registrato da BenQ a livello globale è del 2,6% nei monitor LCD e dell'11,3% nei videoproiettori, per i quali si colloca al secondo posto nel mondo. Nel secondo quadrimestre 2014 ha raggiunto in Europa il 20,5% della quota di mercato dei videoproiettori, mantenendo la posizione di leadership nel segmento dei videoproiettori 1080p e WXGA.
BenQ Corporation fa parte di BenQ Group. Con un valore di oltre 22 miliardi di dollari, il gruppo è composto da aziende che operano in modo indipendente ma che allo stesso tempo fanno leva sulla condivisione di risorse e sinergie. Oltre a BenQ Corporation, il gruppo comprende le società AU Optronics Corporation (il maggiore produttore al mondo di pannelli TFT-LCD di grandi dimensioni), Qisda Corporation, Darfon Electronics Corporation, BenQ ESCO Corp., BenQ Materials Corp., BenQ Guru Corp., BenQ Medical Center, BenQ Medical Technology Corp., BenQ AB DentCare Corp., BriView Co., Ltd., Daxin Materials Corp., Dazzo Technology Corp., Forhouse Corp., Lextar Electronics Corp., LILY Medical Corp. e Raydium Semiconductor Corp.

### Acquisizione di ZOWIE GEAR
Il 10 dicembre 2015, BenQ annuncia che ZOWIE GEAR diventerà la loro nuova divisione gaming. I nuovi prodotti includono: mouse da gioco, tappetini da gioco, schede audio, monitor dedicacati a gli eSports, e altri accessori per il gaming.